# Нарожиленко, Николай Николаевич
Николай Николаевич Нарожиленко (5 августа 1954, Мичуринск, Тамбовская область, РСФСР — 7 июля 2014, Краснодар, Российская Федерация) — советский и российский тренер по лёгкой атлетике, заслуженный тренер России.

## Биография
В 1977 г. окончил факультет химии и биологии Мичуринского государственного педагогического института.
С 1975 г. — тренер ДЮСШ № 1 г. Мичуринска. Вместе со своим наставником В. Г. Швейкиным работал в спортивных классах средней школы № 4 Мичуринска. Среди его наиболее успешных учеников: олимпийская чемпионка Атланты (1996) в барьерном беге Людмила Леонова (Нарожиленко) и чемпионка Европы в беге на 60 метров с барьерами Елизовета Чернышова. Под его руководством Людмила Нарожиленко трижды побила мировой рекорд в беге на 100 метров с препятствиями, выигрывала чемпионаты СССР и мира по легкой атлетике.
В последние годы жил и работал в Краснодаре. В качестве тренера сборной команды России по легкой атлетике, подготовил ещё несколько спортсменок, которые с успехом выступали на различных международных соревнованиях.
Заслуженный тренер Российской Федерации (1992).